# HDD ZM Olimpija 2006/07
Sezona 2006/07 HDD ZM Olimpija, ki je osvojila naslov prvaka v Slovenski ligi in uvrstitev v polfinale v Mednarodni ligi.

## Postava
- Trener:   Ildar Rahmatuljin

| Vratarji | Vratarji  | Vratarji       | Vratarji    | Vratarji | Vratarji                | Vratarji                  |
| -------- | --------- | -------------- | ----------- | -------- | ----------------------- | ------------------------- |
| #        | Nar       | Igralec        | Boljša roka | Sez.     | Starost (rojstni dan)   | Kraj rojstva              |
|          | Slovenija | Matic Boh      | leva        | 1        | 15 let (17. maj 1991)   | Ljubljana, Slovenija      |
|          | Kanada    | Sean Fields    | leva        | 1        | 25 let (6. marec 1981)  | Edmonton, Alberta, Kanada |
|          | Slovenija | Klemen Mohorič | leva        | 8        | 31 let (25. maj 1975)   | Kranj, Slovenija          |
|          | Slovenija | Aleš Sila      | leva        | 4        | 19 let (17. junij 1987) | Ljubljana, Slovenija      |

| Branilci | Branilci                | Branilci              | Branilci    | Branilci | Branilci                   | Branilci                         |
| -------- | ----------------------- | --------------------- | ----------- | -------- | -------------------------- | -------------------------------- |
| #        | Nar                     | Igralec               | Boljša roka | Sez.     | Starost (rojstni dan)      | Kraj rojstva                     |
|          | Slovenija               | Robert Ciglenečki (C) | leva        | 9        | 32 let (17. julij 1974)    | Ljubljana, Slovenija             |
|          | Slovenija               | Igor Cvetek           | leva        | 4        | 19 let (12. november 1986) | Ljubljana, Slovenija             |
|          | Slovenija               | Boštjan Groznik       | leva        | 5        | 24 let (8. julij 1982)     | Brezje, Slovenija                |
|          | Združene države Amerike | Ed Hill               | leva        | 1        | 25 let (24. oktober 1980)  | Newburyport, Massachussetts, ZDA |
|          | Slovenija               | Jan Loboda            | desna       | 2        | 20 let (14. februar 1986)  | Ljubljana, Slovenija             |
|          | Združene države Amerike | Jeremiah McCarthy     | leva        | 1        | 30 let (1. marec 1976)     | Boston, Massachusetts, ZDA       |
|          | Slovenija               | Klemen Sodržnik       | desna       | 1        | 18 let (16. februar 1988)  | Ljubljana, Slovenija             |
|          | Slovenija               | Andrej Tavželj        | leva        | 2        | 22 let (14. marec 1984)    | Jesenice, Slovenija              |
|          | Slovenija               | Domen Vedlin          | leva        | 2        | 19 let (21. december 1986) | Ljubljana, Slovenija             |

| Napadalci | Napadalci | Napadalci         | Napadalci | Napadalci   | Napadalci | Napadalci                  | Napadalci                   |
| --------- | --------- | ----------------- | --------- | ----------- | --------- | -------------------------- | --------------------------- |
| #         | Nar       | Igralec           | Položaj   | Boljša roka | Sez.      | Starost (rojstni dan)      | Kraj rojstva                |
|           | Slovenija | Matej Badiura     | RW        | leva        | 2         | 21 let (29. januar 1985)   | Ljubljana, Slovenija        |
|           | Slovenija | Luka Bašič        | F         | leva        | 1         | 16 let (7. november 1989)  | Ljubljana, Slovenija        |
|           | Slovenija | Matevž Benedik    | F         | desna       | 1         | 19 let (30. maj 1987)      | Ljubljana, Slovenija        |
|           | Kanada    | Lou Dickenson     | C         | leva        | 1         | 23 let (27. marec 1983)    | Orleans, Ontario, Kanada    |
|           | Slovenija | Marko Ferlež      | LW        | leva        | 2         | 21 let (4. julij 1985)     | Slovenija                   |
|           | Slovenija | Andrej Hebar      | F         | leva        | 3         | 20 let (7. september 1984) | Ljubljana, Slovenija        |
|           | Slovenija | Matej Hočevar     | LW        | desna       | 4         | 24 let (30. april 1982)    | Ljubljana, Slovenija        |
|           | Slovenija | Jure Kralj        | RW        | leva        | 4         | 22 let (5. julij 1984)     | Jesenice, Slovenija         |
|           | Slovenija | Matic Modic       | F         | leva        | 1         | 19 let (5. april 1987)     | Ljubljana, Slovenija        |
|           | Slovenija | Egon Murič        | C         | leva        | 5         | 24 let (15. januar 1982)   | Bled, Slovenija             |
|           | Slovenija | Aleš Mušič        | C         | leva        | 7         | 24 let (28. junij 1982)    | Ljubljana, Slovenija        |
|           | Slovenija | Anže Ropret       | RW        | desna       | 2         | 16 let (23. november 1989) | Ljubljana, Slovenija        |
|           | Kanada    | Jason Silverthorn | F         | desna       | 1         | 27 let (1. julij 1979)     | Owen Sound, Ontario, Kanada |
|           | Slovenija | Gregor Slak       | LW        | desna       | 3         | 23 let (7. maj 1983)       | Ljubljana, Slovenija        |
|           | Slovenija | Mitja Šivic       | RW        | leva        | 9         | 27 let (1. september 1979) | Brezje, Slovenija           |
|           | Slovenija | Dejan Žemva       | C         | leva        | 2         | 23 let (8. oktober 1982)   | Bled, Slovenija             |

## Tekmovanja

### Slovenska liga
Uvrstitev: 1. mesto

#### Prvi del
| # | Klub                  | OT | Z  | N | P  | DG | PG  | +-   | KM  | UIV    | UIM    | TOČ |
| - | --------------------- | -- | -- | - | -- | -- | --- | ---- | --- | ------ | ------ | --- |
| 1 | Banque Royale Slavija | 14 | 12 | 0 | 2  | 95 | 30  | 65   | 310 | 20,43% | 91,67% | 35  |
| 2 | HDD ZM Olimpija       | 14 | 12 | 0 | 2  | 79 | 23  | 56   | 304 | 11,02% | 88,89% | 35  |
| 3 | HK Acroni Jesenice    | 14 | 10 | 0 | 4  | 73 | 38  | 35   | 315 | 24,37% | 87,00% | 30  |
| 4 | HK Alfa               | 14 | 7  | 0 | 7  | 53 | 43  | 10   | 324 | 12,84% | 89,29% | 22  |
|   |                       |    |    |   |    |    |     |      |     |        |        |     |
| 5 | HK Triglav            | 14 | 7  | 0 | 7  | 57 | 53  | 4    | 244 | 19,53% | 88,39% | 20  |
| 6 | HDK Stavbar Maribor   | 14 | 4  | 0 | 10 | 43 | 56  | -13  | 424 | 13,04% | 82,58% | 15  |
| 7 | HK Merkator Slavija   | 14 | 3  | 0 | 11 | 33 | 82  | -49  | 236 | 12,00% | 80,58% | 8   |
| 8 | HD HS Olimpija        | 14 | 1  | 0 | 13 | 23 | 131 | -108 | 222 | 8,86%  | 66,04% | 3   |

#### Drugi del
| # | Klub                  | OT | Z  | N | P  | DG | PG | +-  | KM  | UIV    | UIM    | TOČ |
| - | --------------------- | -- | -- | - | -- | -- | -- | --- | --- | ------ | ------ | --- |
| 1 | HDD ZM Olimpija       | 12 | 11 | 0 | 1  | 59 | 25 | 34  | 272 | 23,16% | 85,85% | 35  |
| 2 | Banque Royale Slavija | 12 | 6  | 0 | 6  | 47 | 39 | 8   | 323 | 13,83% | 84,87% | 23  |
|   |                       |    |    |   |    |    |    |     |     |        |        |     |
| 3 | HK Acroni Jesenice    | 12 | 5  | 0 | 7  | 44 | 49 | -5  | 241 | 14,06% | 89,74% | 17  |
| 4 | HK Alfa               | 12 | 2  | 0 | 10 | 24 | 61 | -37 | 214 | 4,88%  | 82,61% | 7   |

#### Finale
Igralo se je na štiri zmage po sistemu 2-2-1-1-1, * - po kazenskih strelih
| 16. marec 2007 | HDD ZM Olimpija | 2:4 | Banque Royale Slavija | Hala Tivoli, Ljubljana |

| Poročilo tekme | Poročilo tekme                | Poročilo tekme  | Poročilo tekme                            | Poročilo tekme                      |
| -------------- | ----------------------------- | --------------- | ----------------------------------------- | ----------------------------------- |
| Začetek: 19:00 | Silverthorn 08 Silverthorn 51 | (1:1, 0:2, 1:1) | 16 Kontrec 25 M. Kumar 34 Bevk 46 Češnjak | Gledalci: 700 Sodnik: Borut Lešnjak |

| 17. marec 2007 | HDD ZM Olimpija | 5:3 | Banque Royale Slavija | Hala Tivoli, Ljubljana |

| Poročilo tekme | Poročilo tekme                                       | Poročilo tekme  | Poročilo tekme                  | Poročilo tekme                       |
| -------------- | ---------------------------------------------------- | --------------- | ------------------------------- | ------------------------------------ |
| Začetek: 17:30 | Hočevar 02 Kralj 08 Dickenson 11 Kralj 23 Hočevar 48 | (3:1, 1:1, 1:1) | 17 Kontrec 27 Češnjak 54 Pavlin | Gledalci: 400 Sodnik: Ernest Poženel |

| 21. marec 2007 | Banque Royale Slavija | 1:6 | HDD ZM Olimpija | Dvorana Zalog, Ljubljana |

| Poročilo tekme | Poročilo tekme | Poročilo tekme  | Poročilo tekme                                                          | Poročilo tekme      |
| -------------- | -------------- | --------------- | ----------------------------------------------------------------------- | ------------------- |
| Začetek: 17:00 | M. Kumar 13.   | (1:2, 0:2, 0:2) | 03 Dickesnon 16 Ciglenečki 23 G. Slak 29 Ciglenečki 41 Hočevar 54 Hebar | Sodnik: Viki Trilar |

| 23. marec 2007 | Banque Royale Slavija | 1:2 | HDD ZM Olimpija | Dvorana Zalog, Ljubljana |

| Poročilo tekme | Poročilo tekme | Poročilo tekme  | Poročilo tekme   | Poročilo tekme                    |
| -------------- | -------------- | --------------- | ---------------- | --------------------------------- |
| Začetek: 17:30 | U. Peruzzi 33  | (0:1, 1:1, 0:0) | 09 Slak 35 Hebar | Gledalci: 500 Sodnik: Luka Tominc |

| 25. marec 2007 | HDD ZM Olimpija | 4:3* | Banque Royale Slavija | Hala Tivoli, Ljubljana |

| Poročilo tekme | Poročilo tekme               | Poročilo tekme            | Poročilo tekme                 | Poročilo tekme                      |
| -------------- | ---------------------------- | ------------------------- | ------------------------------ | ----------------------------------- |
| Začetek: 17:30 | Mušič 20 Mušič 21 Hočevar 55 | (1:1, 1:1, 1:1. 0:0, 3:1) | 08 Burnik 23 Češnjak 54 Pavlin | Gledalci: 4500 Sodnik: Klemen Tičar |

### Mednarodna liga
Uvrstitev: Polfinale

#### Redni del
| Poz | Klub                      | OT | TOČ | Z (ZP) | P (PP) | PG | DG | GR  |
| --- | ------------------------- | -- | --- | ------ | ------ | -- | -- | --- |
| 1   | Alba Volán Székesfehérvár | 16 | 34  | 12 (2) | 4 (0)  | 53 | 34 | +19 |
| 2   | HDD ZM Olimpija           | 16 | 32  | 10 (1) | 6 (3)  | 48 | 35 | +13 |
| 3   | HK Slavija                | 16 | 29  | 10 (2) | 6 (1)  | 51 | 42 | +9  |
| 4   | Újpesti TE                | 16 | 13  | 5 (3)  | 11 (1) | 38 | 58 | -20 |
| 5   | KHL Medveščak             | 16 | 12  | 3 (0)  | 13 (3) | 35 | 56 | -21 |

#### Polfinale
* - po kazenskih strelih
| 16. januar 2007 | HDD ZM Olimpija | 2:3 | HK Slavija | Hala Tivoli, Ljubljana |

| Poročilo tekme | Poročilo tekme | Poročilo tekme | Poročilo tekme | Poročilo tekme |
| -------------- | -------------- | -------------- | -------------- | -------------- |
|                |                | (0-1,0-1,2-1)  |                |                |

| 17. januar 2007 | HDD ZM Olimpija | 1:2 | HK Slavija | Hala Tivoli, Ljubljana |

| Poročilo tekme | Poročilo tekme | Poročilo tekme | Poročilo tekme | Poročilo tekme |
| -------------- | -------------- | -------------- | -------------- | -------------- |
|                |                | (1-2,0-0,0-0)  |                |                |

| 20. januar 2007 | HK Slavija | 1:2* | HDD ZM Olimpija | Dvorana Zalog, Ljubljana |

| Poročilo tekme | Poročilo tekme | Poročilo tekme    | Poročilo tekme | Poročilo tekme |
| -------------- | -------------- | ----------------- | -------------- | -------------- |
|                |                | (0-0,1-1,0-0,0-1) |                |                |

| 21. januar 2007 | HK Slavija | 1:3 | HDD ZM Olimpija | Dvorana Zalog, Ljubljana |

| Poročilo tekme | Poročilo tekme | Poročilo tekme | Poročilo tekme | Poročilo tekme |
| -------------- | -------------- | -------------- | -------------- | -------------- |
|                |                | (0-1,0-1,1-1)  |                |                |

| 23. januar 2007 | HDD ZM Olimpija | 1:2 | HK Slavija | Hala Tivoli, Ljubljana |

| Poročilo tekme | Poročilo tekme | Poročilo tekme | Poročilo tekme | Poročilo tekme |
| -------------- | -------------- | -------------- | -------------- | -------------- |
|                |                | (0-0,0-1,1-1)  |                |                |